# Liebfrauenkirche (Frankfurt am Main)

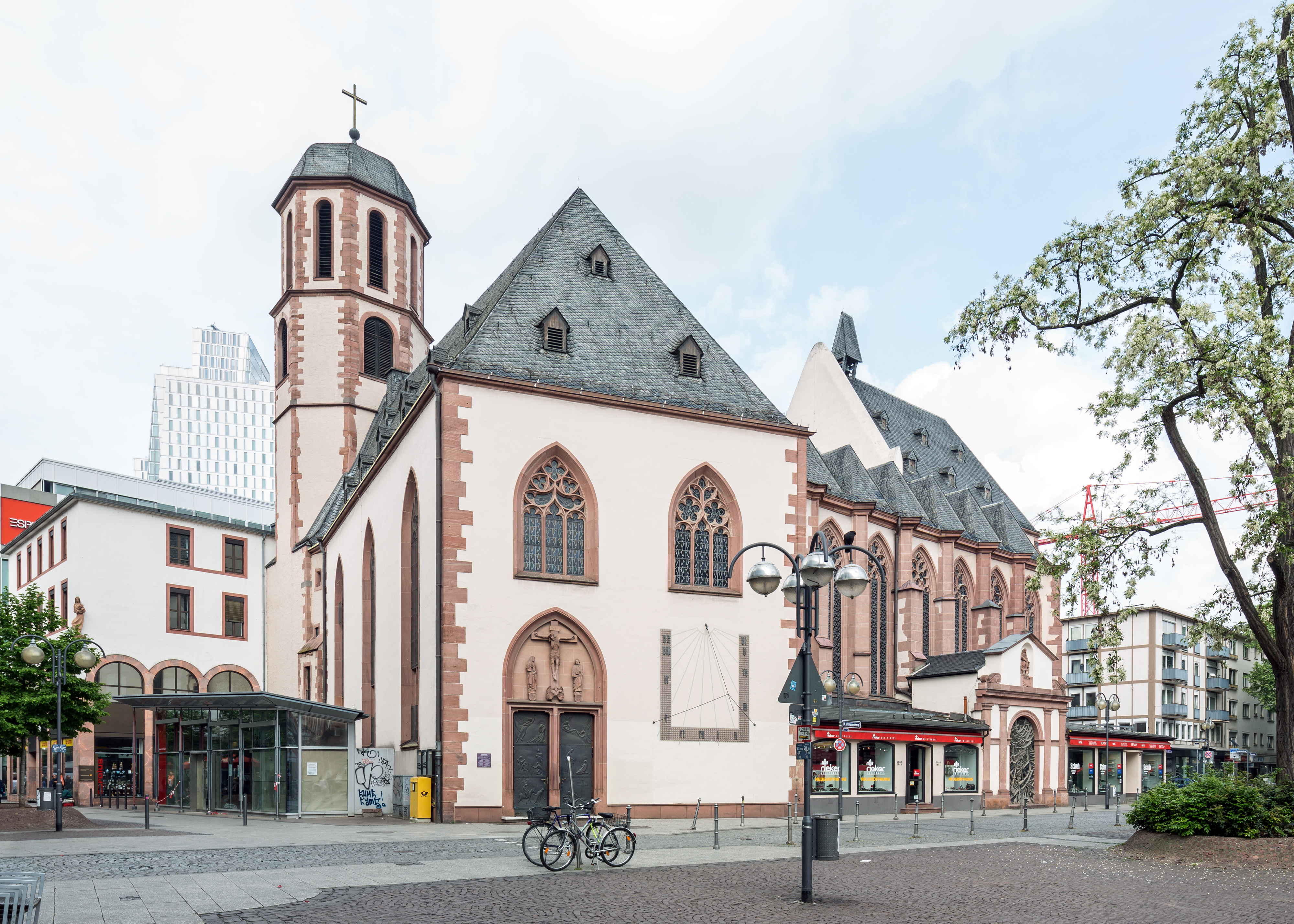
Liebfrauenkirche vom Liebfrauenberg von Südwesten, Mai 2014

Die Liebfrauenkirche ist eine gotische Kirche am Liebfrauenberg in der nördlichen Altstadt von Frankfurt am Main. Sie entstand in mehreren Bauphasen vom 14. bis zum 16. Jahrhundert und dient heute als Kloster- und als römisch-katholische Rektoratskirche. Durch ihre Lage nahe der Zeil kommt ihr eine wichtige Aufgabe in der Innenstadtseelsorge zu; die Kirche und der öffentlich zugängliche Klosterhof sind als Ort der Stille über die katholische Gemeinde hinaus beliebt.

Innenraumansicht nach der Sanierung, September 2019

## Lage und Umgebung

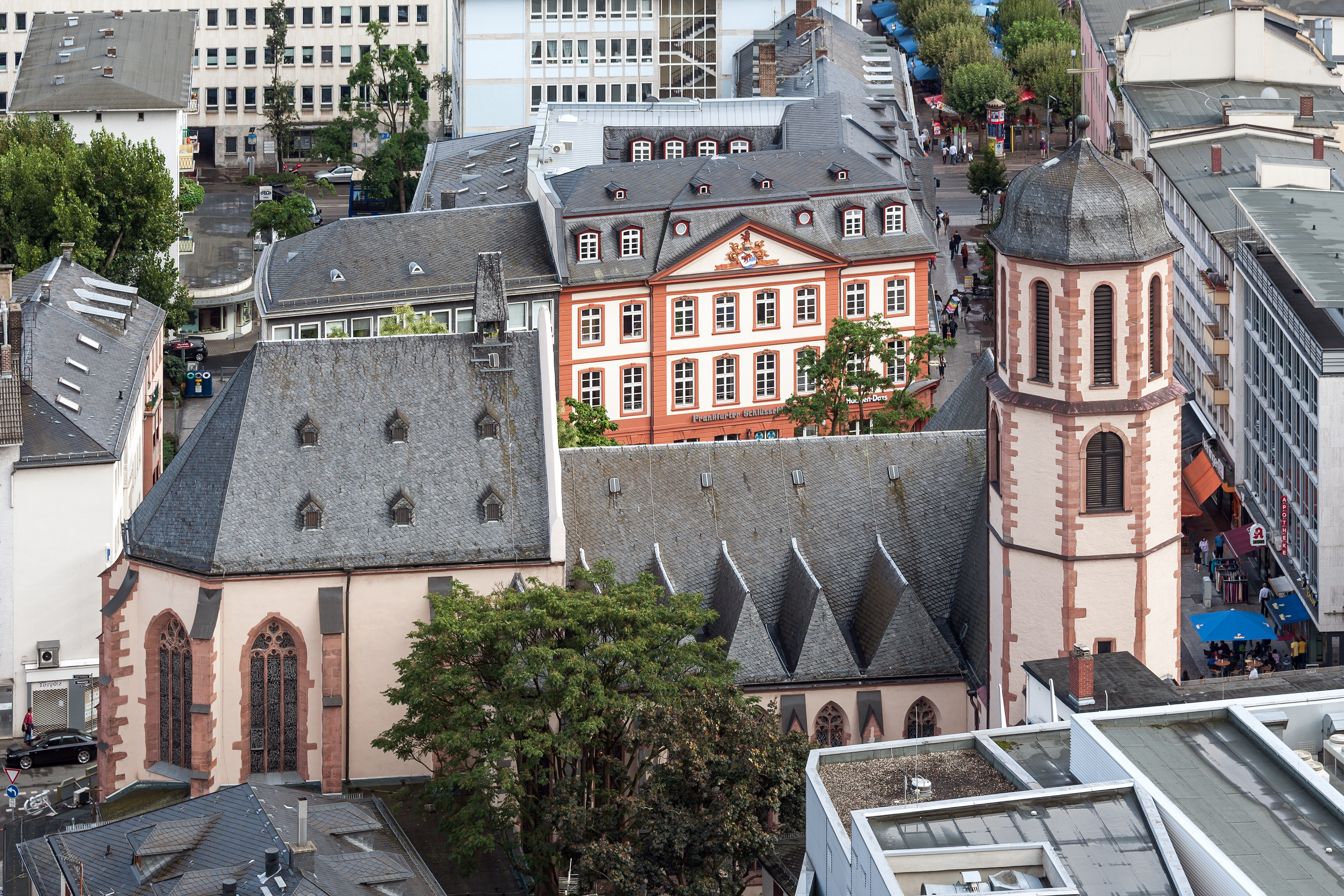
Gesamtansicht von Norden vom Nextower, August 2011

Die Liebfrauenkirche liegt am Nordrand des Liebfrauenberges, im Mittelalter einer der bedeutendsten Plätze in der Altstadt. Entlang der Kirche verlief die Staufenmauer, eine Stadtmauer aus dem 12. Jahrhundert. Erst im Jahre 1855 wurde westlich der Kirche die Liebfrauengasse als Straßendurchbruch zur Zeil angelegt und somit eine direkte Verbindung vom Liebfrauenberg in die Neustadt geschaffen. Deshalb öffnet sich das Kirchenportal nach Süden, obwohl die Kirche die übliche Ost-West-Orientierung aufweist. In der Westmauer der Kirche befindet sich keine Tür, stattdessen kann man hier heute noch einen Rest der alten Staufenmauer erkennen.
Vom Liebfrauenberg nach Süden verläuft die Neue Kräme, eine der drei Nord-Süd-Achsen der Altstadt. Wie die Liebfrauengasse ist sie seit den 1960er Jahren eine Fußgängerzone und verbindet den Liebfrauenberg mit dem Paulsplatz und dem Römerberg, von wo aus das Fahrtor zum Mainufer führt.

## Geschichte

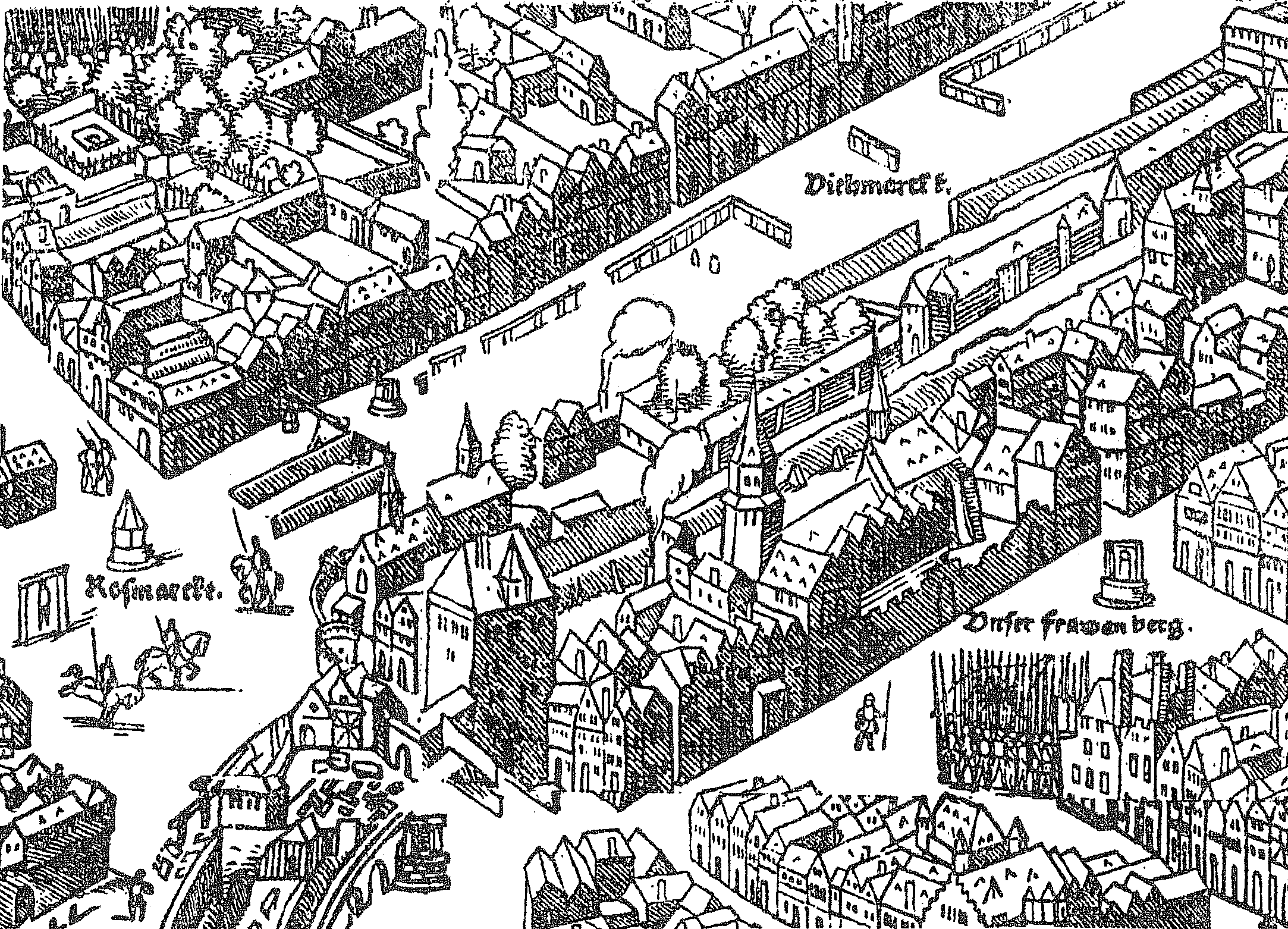
Liebfrauenkirche und -berg auf dem Faberschen Belagerungsplan 1552

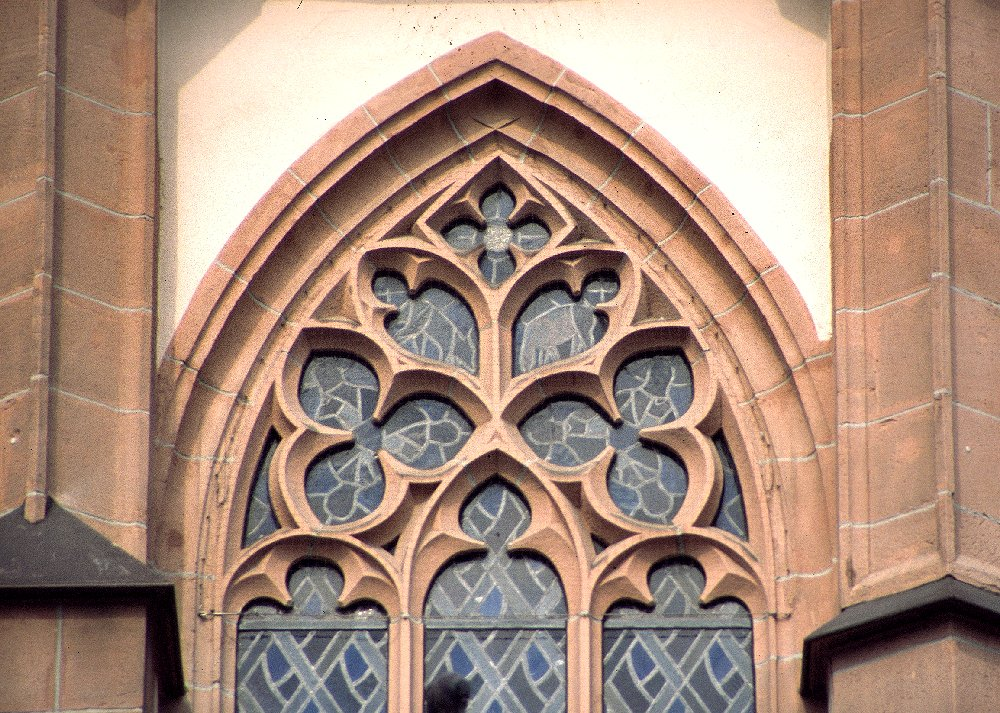
Maßwerkfenster

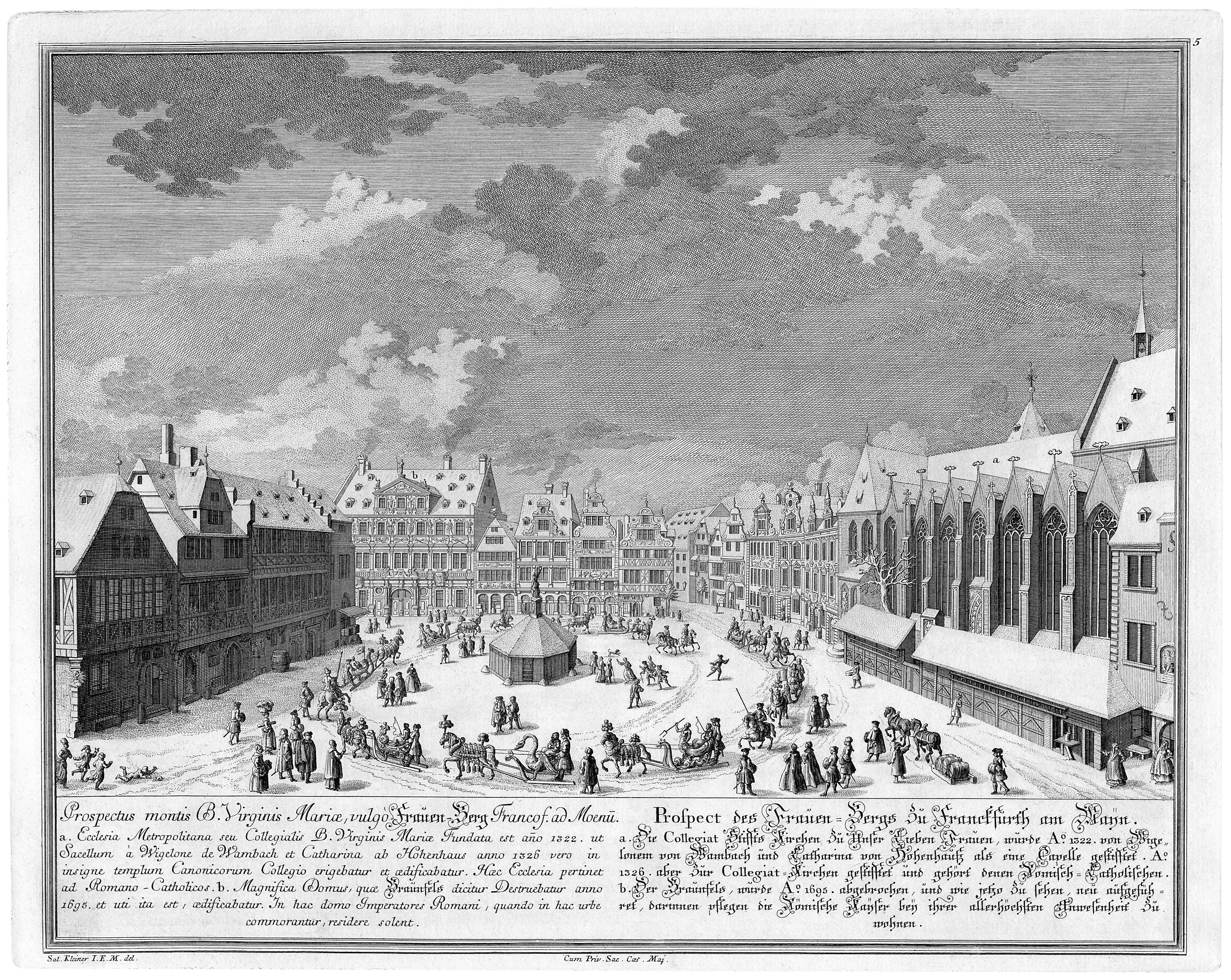
Prospect des Frauen-Berges zu Franckfurth am Mayn von 1725 – Rechts ist die Liebfrauenkirche zu erkennen

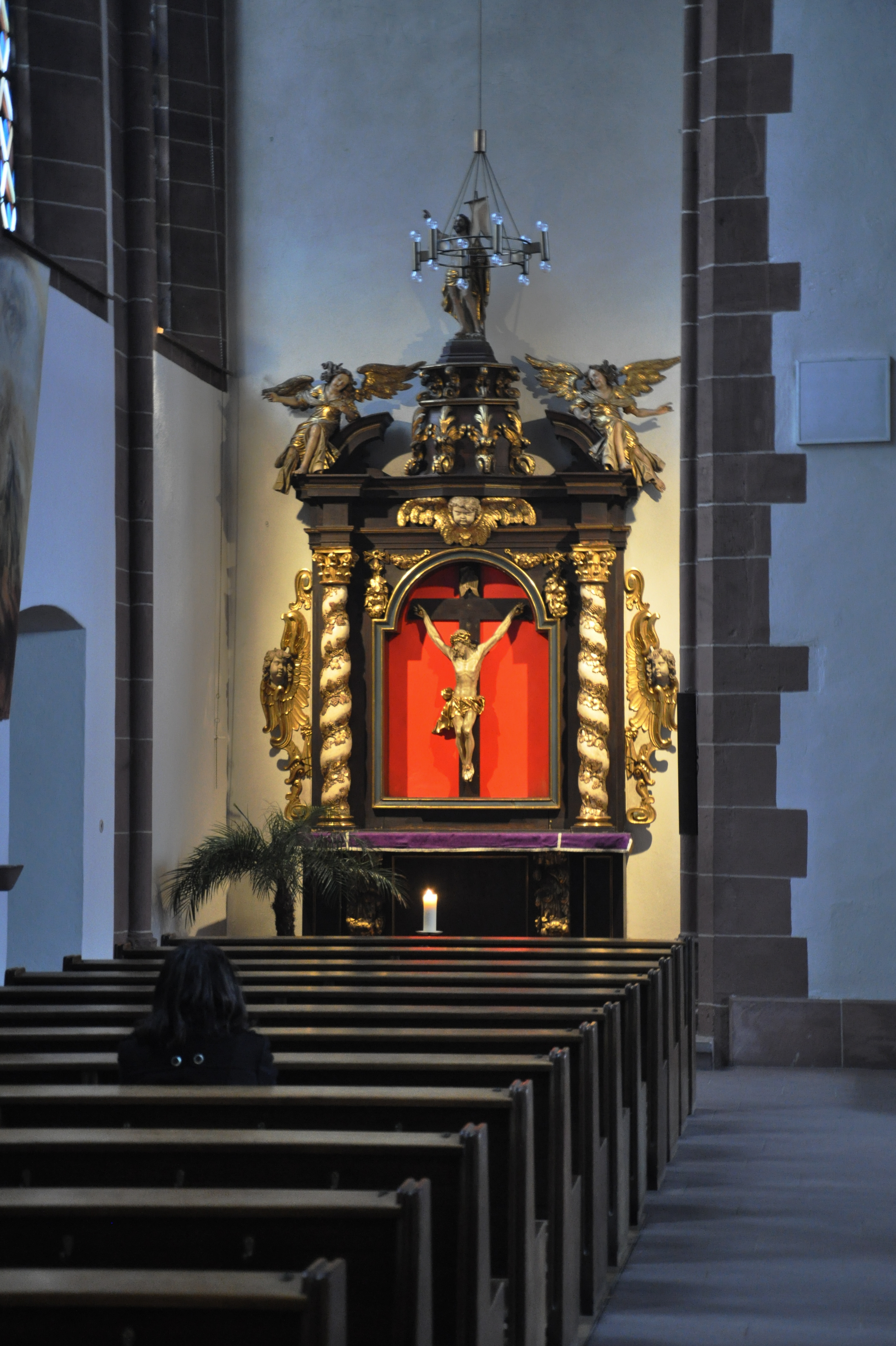
Der Kreuzaltar aus der 2. Hälfte des 17. Jahrhunderts

Anfang des 14. Jahrhunderts befanden sich die meisten Grundstücke am damaligen Rossebühel, dem späteren Liebfrauenberg, der 1280 das erste Mal urkundlich genannt wird, im Besitz der reichen Frankfurter Familie Wanebach. 1318 stifteten der damalige Familienvorsteher, der Patrizier Wigel von Wanebach, dessen Epitaph von 1322 sich noch heute in der Kirche befindet, zusammen mit seinem Schwiegersohn Wigel Frosch und ihren Ehefrauen dort eine kleine Kapelle. Sie war urkundlichen Nachrichten folgend wohl spätestens 1321 fertiggestellt und anfangs mit sechs Vikarien ausgestattet.
Wigel von Wanebach starb schon bald darauf im Winter 1322, Wigel Frosch folgte ihm 1324 nach. Die Witwen erweiterten die Stiftung gegen den Widerstand der übrigen Verwandtschaft und erreichten 1325, dass die Kapelle vom Mainzer Erzbischof Matthias von Buchegg zur Stiftskirche Zu Unserer Lieben Frau mit sechs Präbenden erhoben wurde. Nach dem noch aus der karolingischer Zeit stammenden Bartholomäusstift und dem damals erst wenige Jahre alten, 1317 begründeten Kollegiatstift an der Leonhardskirche erhielt die Stadt somit ihr drittes Stiftskapitel. Mit dem Tod der Witwen 1326 und 1335, die kurz zuvor nochmals reich für Kirche und Stift sorgten, endet die Gründungsphase der Liebfrauenkirche.
1344 wurde der kleine Bau nach Westen zu einer dreischiffigen gotischen Hallenkirche erweitert, was aus einer entsprechenden Weihenachricht hervorgeht. Diese erwähnt auch zwei Altäre. 1393 nennt eine Urkunde bereits drei Altäre, wozu sicher noch ein älterer, der Mutter Gottes geweihter Hochaltar zu zählen ist.
Ab 1415 wurde die Südfassade der Kirche umgestaltet. Aus dieser Zeit stammt der bedeutendste architektonische Schmuck der Kirche, ein Tympanon mit der Anbetung der Könige aus der Werkstatt Madern Gertheners. 1453 gestattete der Rat der Stadt dem Stift, einen westlich der Kirche gelegenen Turm der Frankfurter Stadtbefestigung zum Glockenturm umzubauen. 1506 bis 1509 verlängerte Jörg Östereicher  das Langhaus und vergrößerte den Chor.
1520 bis 1530 war Johannes Cochläus Dechant des Liebfrauenstiftes. Es blieb auch nach der Einführung der Reformation in Frankfurt im Jahre 1533 katholisch und unter der Jurisdiktion der Erzbischöfe von Mainz.
1763–1771 erfolgte die umfassende Barockisierung der Kirche, die bis heute das äußere Erscheinungsbild prägt. Aufgrund von Baufälligkeit wurde die alte Turmhaube abgebrochen und durch die jetzt zu sehende Form ersetzt. Zuvor hatte es einen langen und letztlich für das Stift fruchtlosen Streit um eine gleichzeitige Erhöhung des Turms zwischen dem zuständigen Kurmainz und der Stadt gegeben. Bereits in den Jahren davor erhielt die Kirche auch eine nahezu vollständig neue Innenausstattung im Stil des Rokoko, die das bedeutendste Ensemble dieser Art in der Stadt darstellte. Die alten Altäre wurden beseitigt oder versetzt und durch einschließlich des Hochaltars fünf neue aus Mainzer Werkstätten ersetzt. Zeitgleich wurde eine neue Orgel aus der Werkstatt des Frankfurter Orgelmachers Ernst Weegmann beschafft. 1771 war die Neuausstattung mit dem Eintreffen der neuen Kanzel, ebenfalls aus Mainz, vollendet.
Bei der Säkularisation 1803 fiel das Eigentum an der Kirche der Stadt Frankfurt zu; sie gehört seitdem zu den Dotationskirchen, für deren Unterhalt die Stadtgemeinde zu sorgen hat. 1824 erbaute Friedrich Rumpf eine neue, dem Gerthenerschen Dreikönigsportal vorgelagerte, Eingangshalle.
1923 wurde die Seelsorge an der Liebfrauenkirche von den Kapuzinern übernommen, die nördlich der Kirche einen Konvent anlegten. Die Kapuziner hatten bereits von 1723 bis 1803 eine Kirche auf dem Gelände des ehemaligen Antoniterhofes in der Töngesgasse besessen.
Am 22. März 1944 traf ein schwerer Luftangriff die historische Frankfurter Altstadt. Auch die Liebfrauenkirche brannte vollkommen aus, das benachbarte Kloster wurde schwer beschädigt. Ein Großteil der wertvollen Ausstattung, darunter alle neun Altäre, die Kanzel, das spätgotische Chorgestühl sowie die Walcker-Orgel von 1864 wurde vernichtet. Nur ein kleiner Teil, darunter Fragmente des Hochaltares, sowie eine Marienstatue, die in einer dem Klosterhof zugewandten Nische der äußeren Kirchenmauer stand, konnten gerettet werden.
Nach Kriegsende erhielt der Chor der Kirche ein Notdach, um ihn wieder provisorisch für Gottesdienste nutzen zu können. Der Rest der Kirche blieb mehr als zehn Jahre als Ruine stehen, bis zu ihrem Wiederaufbau 1955/56.
Von 2017 bis 2019 ließ die Stadt Frankfurt die Kirche umfassend sanieren. Dabei wurde der zwischenzeitlich verdeckte Mosaik-Kreuzweg von Ludwig Becker wieder freigelegt und restauriert. Der alte Haupteingang am Südportal vor dem Dreikönigs-Tympanon wurde wieder geöffnet. Am 16. Juni 2019 weihte Bischof Georg Bätzing den neuen Altar der Liebfrauenkirche.

## Orgel

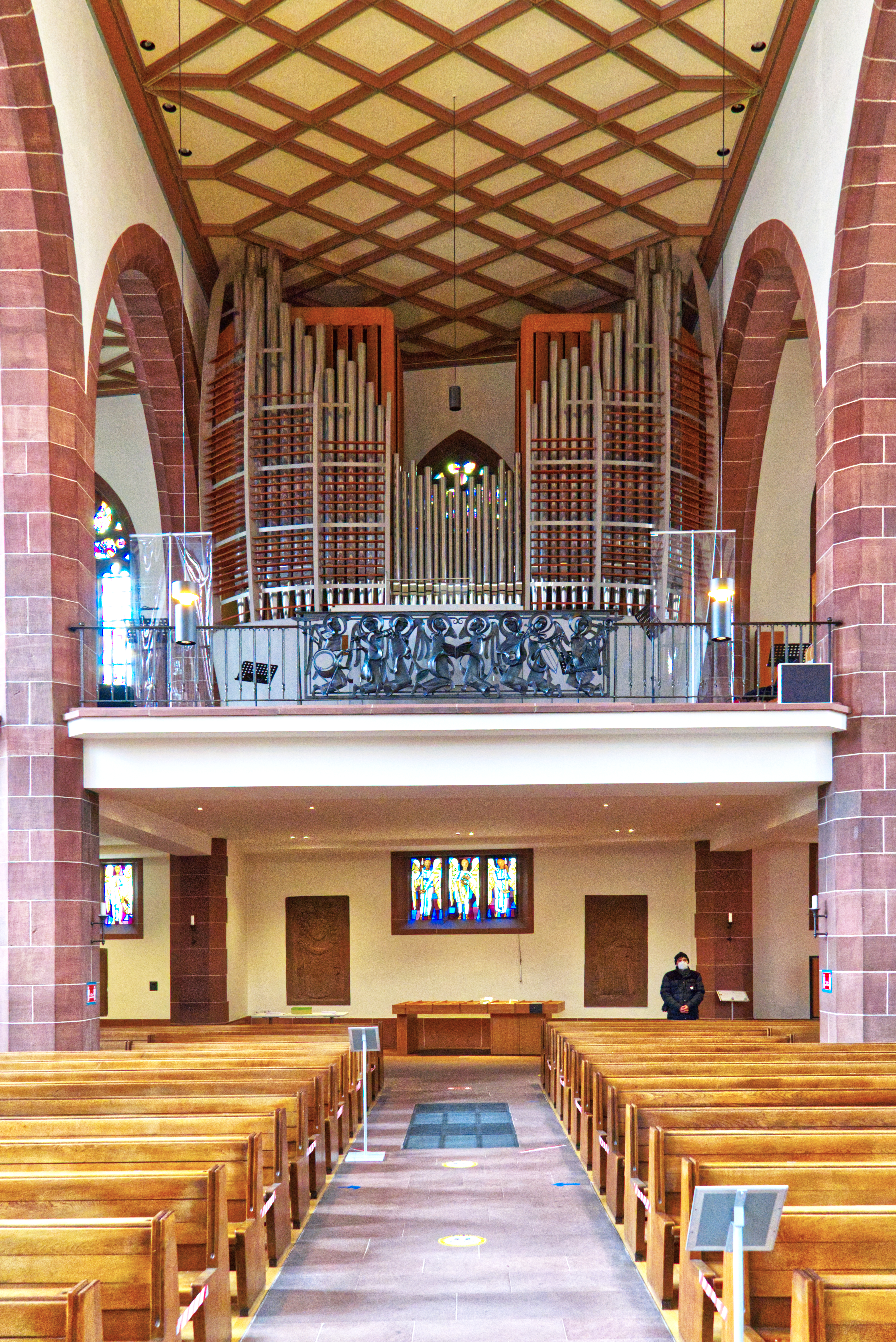
Die Orgelempore der Liebfrauenkirche

Die Orgel wurde 2008 durch den Orgelbauer Karl Göckel erbaut. Das Instrument hat 57 Register (3370 Pfeifen) auf drei Manualen und Pedal. Dominiert wird der Prospekt durch das Hauptwerk. Schwellwerk und Recit befinden sich innerhalb des Gehäuses. Das Schwellwerk ist im deutsch-romantischen Stil disponiert, das schwellbare Recit im französisch-romantischen Stil. Besonderheiten sind das Auxiliarwerk und das Satellitenwerk mit der Funktion eines Fernwerkes, das per Funk angesteuert wird, und der Begleitung des Kantoren- bzw. Chorgesangs dient. Beide Werke lassen sich an alle Manuale und das Pedal der Orgel frei ankoppeln.
An der Kirche wirkte Winfried Heurich zwischen 1962 und 2000 als Kirchenmusiker und Organist, sein Nachfolger ist Peter Reulein.
| I Hauptwerk C–c4 |                   |        |
| 01.              | Praestant         | 16′    |
| 02.              | Prinzipal         | 08′    |
| 03.              | Viola da Gamba    | 08′    |
| 04.              | Flute harmonique  | 08′    |
| 05.              | Bordun            | 08′    |
| 06.              | Octav             | 04′    |
| 07.              | Cor de nuit       | 04′    |
| 08.              | Cor de nuit       | 02′    |
| 09.              | Cornett V         | 08′    |
| 10.              | Mixtur Majeur IV  | 02′    |
| 11.              | Mixtur Mineur III | 01 ⁄3′ |
| 12.              | Trompette         | 08′    |

| Satellit/Fernwerk C–c4 |    |
| Copula 000000000000    | 8′ |
| Flöte                  | 4′ |
| Flöte                  | 2′ |

| II Schwellwerk C–c4 |                       |        |
| 13.                 | Gambe                 | 16′    |
| 14.                 | Geigenprinzipal       | 08′    |
| 15.                 | Gambe                 | 08′    |
| 16.                 | Gedeckt               | 08′    |
| 17.                 | Unda maris            | 08′    |
| 18.                 | Octave                | 04′    |
| 19.                 | Viola da Gamba        | 04′    |
| 20.                 | Flauto dolce          | 04′    |
| 21.                 | Doublette             | 02′    |
| 22.                 | Sesquialter II        | 02 ⁄3′ |
| 23.                 | Harmonica aetherea IV | 02′    |
| 24.                 | Mixtur IV             | 02′    |
| 25.                 | Clarinette            | 08′    |
| 26.                 | Krummhorn             | 08′    |
|                     | Tremulant             |        |

| Auxiliar C–c4           |    |
| Tuba 000000000000000000 | 8′ |

| III Recit C–c4 |                      |         |
| 27.            | Bourdon              | 16′     |
| 28.            | Flute traversiere    | 08′     |
| 29.            | Bourdon              | 08′     |
| 30.            | Viole de Gambe       | 08′     |
| 31.            | Voix celeste         | 08′     |
| 32.            | Flute octaviante     | 04′     |
| 33.            | Nazard               | 02 ⁄3′  |
| 34.            | Octavin              | 02′     |
| 35.            | Tierce               | 01 3⁄5′ |
| 36.            | Piccolo harmonique   | 01′     |
| 37.            | Basson               | 16′     |
| 38.            | Trompette harmonique | 08′     |
| 39.            | Basson-Hautbois      | 08′     |
| 40.            | Voix humaine         | 08′     |
| 41.            | Trompette harmonique | 04′     |
|                | Tremulant            |         |

| Pedal C–g1 |               |     |
| 42.        | Grand Bourdon | 32′ |
| 43.        | Principal     | 16′ |
| 44.        | Soubasse      | 16′ |
| 45.        | Flute         | 16′ |
| 46.        | Octavbass     | 08′ |
| 47.        | Flute         | 08′ |
| 48.        | Octave        | 04′ |
| 49.        | Flute         | 04′ |
| 50.        | Cor de nuit   | 02′ |
| 51.        | Bombarde      | 16′ |
| 52.        | Trompete      | 08′ |
| 53.        | Clairon       | 04′ |

- Koppeln
  - Normalkoppeln: II/I, III/I, III/II, I/P, II/P, III/P
  - Superoktavkoppeln: I/I, II/I, III/I, III/III
  - Suboktavkoppeln: II/I, III/I, II/II, III/III

## Geistliches Leben

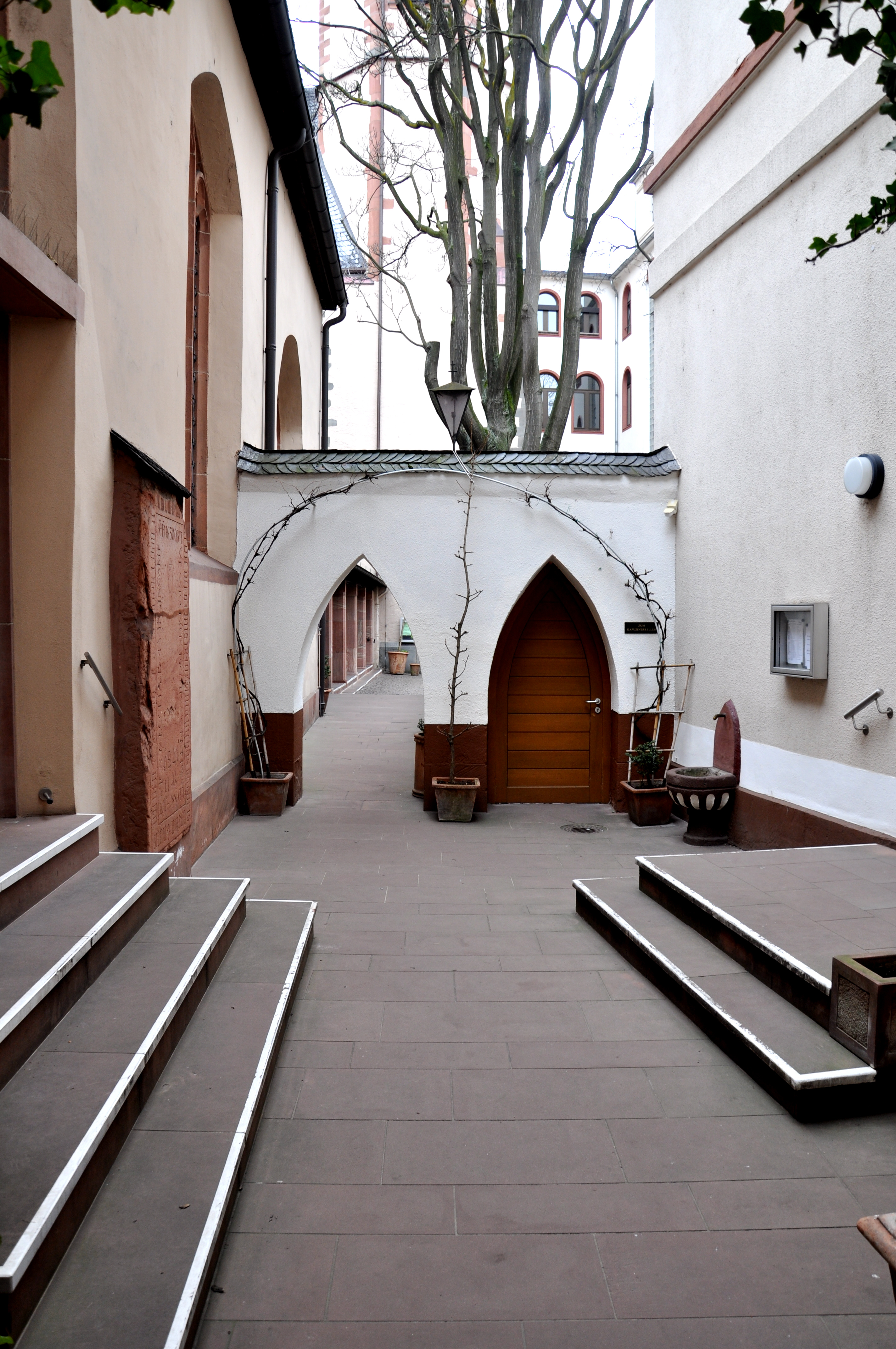
Blick in den Innenhof der Liebfrauenkirche

Bis zum 31. Dezember 2013 war die Liebfrauenkirche sowohl Klosterkirche des Kapuzinerklosters Liebfrauen als auch Gemeindekirche. Seit Anfang 2014 ist sie „Kloster- und Rektoratskirche“ ohne eigene Gemeinde. Sie hat sich mittlerweile zu einem spirituellen Zentrum im Rhein-Main-Gebiet entwickelt. Die Kirche ist täglich von 5:30 bis 21:00 Uhr, und somit länger geöffnet als jede andere Frankfurter Kirche.
Im benachbarten Franziskustreff bieten Kapuzinerbrüder und freiwillige Helfer seit 1991 Obdachlosen und Bedürftigen Speisen zu niedrigen Preisen an. An der Westseite der Kirche liegt das Informationszentrum Punctum des Gesamtverbandes der Katholischen Kirchengemeinden in Frankfurt am Main.
In der Adventszeit wird die zentrale Lage inmitten des Frankfurter Weihnachtsmarktes genutzt, um jeden Tag um 19:30 Uhr zu einem Adventskonzert mit wechselnden Musikern oder Chören einzuladen. Dabei wird jeweils des Tagesheiligen gedacht. Im Innenhof lädt der Hof der Stille zum Besinnen inmitten des Großstadttrubels ein.
Werktags werden drei Eucharistiefeiern und die Vesper (Abendlob) mit sakramentalem Segen angeboten. Das ökumenische Mittagsgebet findet seit 2018 in der benachbarten Evangelischen Katharinenkirche statt. Sonntags gibt es vier Eucharistiefeiern.

## Glocken
Die Liebfrauenkirche erhielt beim Wiederaufbau 1954 fünf Kirchenglocken der Gießerei Gebr. Rincker mit einem Gesamtgewicht von 3619 kg.
Die Angelusglocke, die 1745 von Benedict und Johann Schneidewind in Frankfurt gegossen wurde, hängt im Dachreiter auf dem Chor der Kirche. Sie ist als einzige Glocke der Kirche nicht Bestandteil des Frankfurter Stadtgeläutes.
| Nr. | Name       | Gussjahr | Gießer, Gussort                           | Durchmesser (mm) | Gewicht (kg) | Nominal (16tel) | Inschrift (lateinisch)                                                                                                  |
| 1   | Josef      | 1954     | Gebr. Rincker, Sinn                       | 1325             | 1495,5       | e1 –4           | „St. Josef. Mache, dass wir ein unschuldiges Leben führen.“                                                             |
| 2   | Maria      | 1954     | Gebr. Rincker, Sinn                       | 1115             | 883          | g1 –2           | „St. Maria. Die Jungfrau Maria möge uns segnen mit dem göttlichen Kind.“                                                |
| 3   | Franziskus | 1954     | Gebr. Rincker, Sinn                       | 1000             | 632,5        | a1 –2           | „St. Franziskus. Mein Gott und mein Alles.“                                                                             |
| 4   | Bonifatius | 1954     | Gebr. Rincker, Sinn                       | 832              | 355          | c2 –1           | „St. Bonifatius. Ihr werdet meine Zeugen sein bis an das Ende der Erde.“                                                |
| 5   | Elisabeth  | 1954     | Gebr. Rincker, Sinn                       | 745              | 253          | d2 –3           | „St. Elisabeth. Selig sind die Barmherzigen, denn sie werden Barmherzigkeit erlangen.“                                  |
| 6   | Angelus    | 1745     | Benedict & Johann Schneidewind, Frankfurt | 610              | 129          | e2 –7           | „Höre das tönende Erz, du heilige Schar des Volkes, komm bei seinem Klang, von Gottes Lob mögen die Stimmen erklingen.“ |